# Batalha de San Juan de Ulúa (1568)

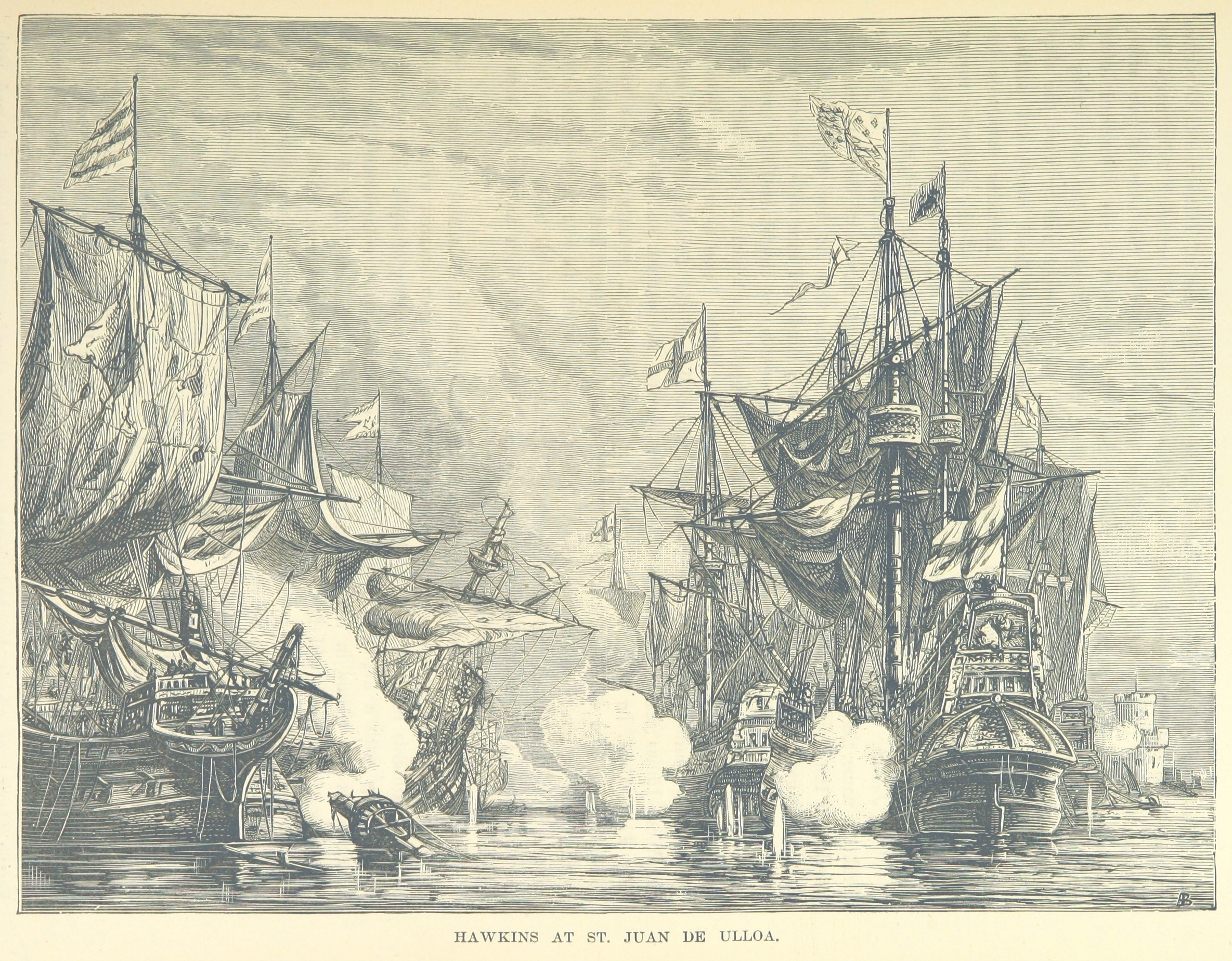
Parte da segunda guerra comercial anglo-espanhola (1568-1573)

A Batalha de San Juan de Ulúa (24 de setembro de 1568) foi travada entre corsários ingleses e forças espanholas em San Juan de Ulúa (na moderna Veracruz, México). A flotilha inglesa de seis navios mercantes armados sob o comando de John Hawkins estava negociando ao longo do rio espanhol com a cooperação de oficiais espanhóis locais. No entanto, as autoridades centrais espanholas consideraram que se tratava de um contrabando ilegal que violava o Tratado de Tordesilhas (que a Inglaterra não reconheceu).
A frota de Hawkins ancorou em San Juan de Ulúa para reabastecer e reparar após uma tempestade. Eles foram encontrados lá por dois galeões espanhóis que transportavam Martín Enríquez de Almanza, o recém-nomeado vice-rei da Nova Espanha. Os dois comandantes concordaram com uma trégua que permitiria que ambas as frotas usassem o ancoradouro. No entanto, os espanhóis nunca pretenderam seguir seus termos e se prepararam secretamente para atacar os navios ingleses. Quando os ingleses suspeitaram dos preparativos, as forças espanholas começaram seu ataque capturando canhões ingleses na costa e tentaram abordar os navios ingleses. Os grupos de embarque foram inicialmente repelidos, mas os canhões de terra se voltaram contra os navios ingleses, causando grandes danos.
Apenas dois navios ingleses escaparam, pois os outros quatro foram afundados ou capturados. Os espanhóis perderam um navio. Os ingleses consideraram a batalha um exemplo de traição espanhola, enquanto os espanhóis a consideraram uma resposta necessária à atividade criminosa. O ressentimento gerado pela batalha foi considerado uma causa da Guerra Anglo-Espanhola, que eclodiu 17 anos depois.

## Consequências
Com vítimas e perdas do lado espanhol de um navio e 20 mortos e do lado inglês de 4 navios e 320 mortos. Hawkins finalmente voltou para a Inglaterra com uma tripulação de apenas 15 pessoas. Drake havia chegado a Plymouth um mês antes, em dezembro. Apenas 70 ou 80 marinheiros da expedição original retornaram à Inglaterra.
Hawkins acusou os espanhóis de traição por não honrar a trégua. Dom Enrique justificou suas ações como defesa de sua autoridade e do monopólio espanhol nas Índias Ocidentais.
Nas décadas seguintes, a batalha de San Juan de Ulua foi lembrada pelos ingleses como um exemplo flagrante da traição espanhola. A deserção de Drake com a Judith no calor da ação, deixando seu parente e patrono para se defender sozinho, assombraria Drake nos próximos anos e ajudou a endurecer suas atitudes em relação aos católicos em geral e aos espanhóis em particular.
A batalha foi precursora da guerra que eclodiu 17 anos depois entre Filipe II da Espanha e Elizabeth I da Inglaterra em 1585.